# Нова Штифта (Содражица)
Нова Штифта (словен. Nova Štifta) је насељено место у општини Содражица, регија Југоисточна Словенија, Словенија.

## Историја
До територијалне реорганизације у Словенији била је у саставу старе општине Рибница.

## Становништво
У попису становништва из 2011. године, Нова Штифта је имала 7 становника.
| Број становника према пописима | Број становника према пописима | Број становника према пописима |
| ------------------------------ | ------------------------------ | ------------------------------ |
| 1991                           | 2002                           | 2011                           |
| 8                              | 6                              | 7                              |

## Галерија
- унутрашњост цркве
- црквени звоник
- стара липа
- пејзаж
- Нова Штифта, римокатоличка црква „Успење Маријино”